# Retiniphyllum longiflorum
Retiniphyllum longiflorum là một loài thực vật có hoa trong họ Thiến thảo. Loài này được Steyerm. miêu tả khoa học đầu tiên năm 1981.